# Кантело (Варезе)
Кантело (итал. Cantello) је насеље у Италији у округу Варезе, региону Ломбардија.
Према процени из 2011. у насељу је живело 3712 становника. Насеље се налази на надморској висини од 408 м.

## Становништво
| 1936. | 1951. | 1961. | 1971. | 1981. | 1991. | 2001. | 2011. |
| ----- | ----- | ----- | ----- | ----- | ----- | ----- | ----- |
| 2.475 | 2.692 | 3.331 | 4.001 | 3.954 | 3.932 | 4.244 | 4.569 |